# Anton Stadler
Anton Paul Stadler (ur. 28 czerwca 1753 w Bruck an der Leitha, zm. 15 czerwca 1812 w Wiedniu) – austriacki klarnecista i kompozytor. Oprócz klarnetu grał też na basethornie.

## Życiorys
Był synem szewca. Od 1773 roku wspólnie ze swoim bratem, Johannem (1755–1804) występował w Wiedniu na koncertach Tonkünstler-Sozietät. Początkowo pozostawał w służbie rosyjskiego ambasadora w Austrii, Dmitrija Golicyna. W 1779 roku wraz z bratem został muzykiem dworu cesarskiego, ok. 1783 roku członkiem 8-osobowego cesarskiego zespołu dętego Harmonie, a w 1787 roku członkiem orkiestry dworskiej. W latach 1791–1795 odbył podróż koncertową po Europie, docierając aż do Petersburga. W jej trakcie wziął udział w prawykonaniu opery W.A. Mozarta Łaskawość Tytusa (Praga 1791), wykonując partie obbligato. Po powrocie do Wiednia do przejścia na emeryturę w 1799 roku był członkiem orkiestry dworskiej. Ostatni publiczny występ dał w 1806 roku.
Był czołowym klarnecistą schyłku XVIII wieku. Eksperymentował w zakresie brzmienia i techniki gry, według jego instrukcji Theodor Lotz zbudował basethorn o skali rozszerzonej w dół do c3. Przyjaźnił się z W.A. Mozartem, z którym należał do jednej loży masońskiej. Mozart zadedykował Stadlerowi swój Koncert klarnetowy A-dur oraz Kwintet klarnetowy A-dur. Prowadził działalność pedagogiczną, na zlecenie hrabiego Györgya Festeticsa sporządził plan organizacji szkoły muzycznej w Keszthely. Zajmował się także komponowaniem, napisał m.in. 10 wariacji na klarnet, 12 ländlerische Tänze na 2 klarnety, 3 kaprysy na klarnet, 6 duetów na 2 klarnety, 18 triów na 3 basethorny, partity na 6 instrumentów dętych.